# Лео Мол
Лео Мол (англ. Leo Mol, урождённый Леонид Григорьевич Молодожанин — укр. Леонід Григорович Молодожанин; 15 января 1915, Полонное, Волынская губерния, Российская империя — 4 июля 2009, Виннипег, Манитоба, Канада) — канадский художник, скульптор, витражист, мозаичист, живописец украинского происхождения.
Леонид Молодожанин родился в 1915 году на территории современной Украины в семье гончара. После переселения в Сибирь в годы Первой мировой войны учился в красноярской школе, где заинтересовался рисованием, а также работал в отцовской гончарне в Хайте Иркутской области. Там находился Хайтинский фарфоровый завод 1869 года основания братьев Переваловых. После бегства семьи в 1929 году от голода в Нальчик, Леонид окончил семилетнюю школу и начал работать декоратором в дворце культуры, а в 1933 году поступил на отделение скульптуры во Всероссийской Академии художеств в Ленинграде. Под началом профессора Матвея Манизера создал ряд работ, в том числе бюсты Бекмурзы Пачева и Петра Чайковского, статую Александра Бородина.
Обстоятельства жизни Молодожанина в годы войны до конца неизвестны. По самой распространённой версии из рассказанных скульптором, он был угнан на принудительные работы в Германию и устроен одним немецким офицером в студию скульптора Арно Брекера. Также поступил в Берлинскую академию искусств, работал у Фрица Климша, женился. В 1945 году перед началом советского наступления на Берлин бежал вместе с женой в Амстердам (Нидерланды), где устроился на керамический завод. Опасаясь начала новой войны уехал в Великобританию, а затем эмигрировал в Канаду. Поселившись в Виннипеге (Манитоба), изготавливал керамику для церковных магазинов, оформил несколько храмов витражами и мозаиками своей работы, а также снова занялся скульптурой. Сократив своё имя до псевдонима «Лео Мол», более приемлемого для произношения на английском языке, не рассказывал о некоторых моментах своей прошлой жизни, опасаясь за родных, оставшихся в СССР.
Проведя 13 лет в Канаде, в 1962 году Лео Мол выиграл конкурс на создание памятника Тарасу Шевченко в Вашингтоне (США), ознаменовавшего прорыв в его карьере скульптора. Впоследствии изваял несколько статуй Шевченко, которые были установлены в том числе в Буэнос-Айресе (Аргентина), Прудентополисе (Бразилия), Санкт-Петербурге (Россия), Оттаве (Канада). Занимался станковой живописью и монументальной скульптурой, создал большое количество статуй политических и государственных деятелей, танцоров, лыжников, аборигенов, работал в жанре «ню», не оставив также керамику и витражное дело. Работы Лео Мола были включены в частные коллекции и собрания нескольких музеев разных стран мира, в том числе и на Украине, а в самом Виннипеге был устроен скульптурный парк его имени.
В 1989 году стал Офицером Ордена Канады, а в 2001 году — Кавалером Ордена Манитобы. В 2001 году награждён украинским орденом «За заслуги» II степени. Был избран членом Королевской канадской академии художеств и Общества скульпторов Канады. Лео Мол скончался в 2009 году в возрасте 94 лет.

## Биография

### Молодые годы
Леонид Григорьевич Молодожанин родился 15 января 1915 года в деревне Полонное (Волынская губерния, Российская империя — ныне Хмельницкая область, Украина). Местность была богата хорошей глиной, и жители деревни были практически сообществом гончаров. Отец будущего скульптора, Григорий Кириллович, был родом из древней династии гончаров, и вместе с женой Ольгой Васильевной пытался сделать жизнь своих детей наиболее счастливой. Был одним из семи детей в семье, но до совершеннолетия дожили только трое: Нина, Виктор, и сам Леонид.
Во время Первой мировой войны семья была переселена (по некоторым данным — сослана) в Сибирь, где устроилась в селе Мишелевка близ Иркутска.
В 1916 году переехала в Красноярск. Леонид пошёл в местную школу, где увлёкся рисованием. В 1921 году отец Леонида устроился на красноярскую фарфоровую фабрику. В возрасте 11 лет Леонид начал работать в гончарной мастерской отца, где учился искусству керамики. В 1928 году в Красноярске отмечали 80-летие со дня рождения уроженца города — художника Василия Сурикова, во время которого была организована выставка ученических рисунков, на которой экспонировались четыре работы Леонида. Позже семья Молодожаниных осела в станице Прохладная в Кабардино-Балкарии, в 1929 году поселилась в Нальчике. После окончания семилетней школы Леонид стал работать маляром-декоратором в одном из своего рода «рабочих» дворцов культуры.
В начале 1930-х годов уехал в Ленинград, где устроился в клуб управления речного судоходства, одновременно работая художником-оформителем и посещая класс скульптуры в вечерней художественной школе. В 1933 году Леонид был зачислен в школу молодых дарований при Всероссийской Академии художеств, где учился вместе с Львом Кербелем и Михаилом Аникушиным. Летом—осенью 1934 года и зимой 1934—1935 годов Молодожанин жил у родителей в Нальчике, а весной вернулся в Ленинград. С 1935 по 1940 год он изучал скульптуру в Ленинградской Академии художеств в классе профессора Матвея Манизера. Во время отпуска в Нальчике Молодожанин создал свои первые скульптурные работы, в том числе бюст Бекмурзы Пачева. Известно, что во время учёбы он работал вместе с Манизером над памятником Шевченко для города Киева, который впоследствии был установлен на Чернечей горе в Каневе. В 1937 году Молодожанин изваял бюст Петра Чайковского, широко растиражированный в СССР и установленный в холле Ленинградской консерватории. Первой его работой для комиссии стала статуя композитора Александра Бородина, изваянная в 1939 году и установленная в Ленинградской консерватории. В 1940 году Молодожанин переехал в Нальчик для выполнения дипломной работы, где сотрудничал с архитекторами, создал несколько лепных и декоративных композиций, в том числе львиные головы у входа в Атажукинский сад, фигуры джигита и горянки под названием «Танцующая пара» на кинотеатре «Победа», скульптуры для парков и санаториев. Для диплома он изваял статую «Пастух с ягнёнком», которая хранилась Национальном музее в Нальчике, но не дошла до нашего времени. По некоторым данным, в 1940 году Леонид женился на некоей Екатерине, которая осталась в Ленинграде, пережила блокаду, потеряв ребёнка.
После начала войны, по одной версии, Молодожанин был призван в Красную армию, стал курсантом Грозненского пехотного училища, направлен в Сталинград, где выжил, но пропал без вести. По другой версии, после падения Нальчика был вывезен на принудительные работы в Германию. Там один из немецких офицеров, узнав о художественном таланте Леонида, спас его, устроив в студию скульптора Арно Брекера, которым Молодожанин давно восхищался. В Берлине он учился в Академии искусств, а также работал ассистентом скульптора Фрица Климша. В начале 1942 года Молодожанин встретил свою будущую жену, Маргарет Шолтес, они поженились в сентябре 1943 года. По некоторым данным, в Германии Леонид воссоединился с братом и отцом.
В 1945 году, перед началом советского наступления на Берлин, Молодожанин вместе с женой бежал из города, приехав на поезде в Амстердам (Нидерланды). Супруги были размещены в лагере для беженцев в монастыре Эйндховена. Вскоре Молодожанин узнал о существовании керамического завода в Схейнделе, где стал работать на производстве форм для статуэток. Тогда же Леонид начал учиться в Академии искусств в Гааге, где познакомился с искусством витража, попутно обучившись езде на велосипеде. В 1948 году, из-за блокады Берлина и опасаясь начала новой войны, Молодожанин с женой бежал в Великобританию, с целью эмигрировать в Канаду. Проводя время в Лондоне в ожидании разрешения на выезд, он посещал музеи и галереи, и наконец, отплыл с женой из Саутгемптона в Галифакс, где сел на поезд. 31 декабря Молодожанин вместе с женой прибыл в Виннипег (провинция Манитоба, Канада), однако иммиграционные власти им заявили, что стране не нужны художники, а нужны батраки, и в январе семья поселилась на ферме недалеко от Принс-Альберта (провинция Саскачеван). В Канаде, Леонид Молодожанин взял краткий псевдоним «Лео Мол», так как его прежняя фамилия была очень сложной для произношения.
Жизнь Мола до иммиграции в течение многих десятилетий была окутана тайной. Он утверждал, что был единственным ребёнком и учился на скульптора в Вене. Мало что известно также и годах, проведённых им в Берлине и Голландии во время Второй мировой войны. После окончания войны он побоялся возвращаться домой, понимая, что его могут обвинить в измене родине, а также из-за боязни скомпрометировать своих родственников. До распада СССР Мол жил в страхе от того, что его семья может подвергаться преследованиям из-за того, что он не вернулся на родину, и поэтому боялся искать своих близких. В Канаде он сочинил свою новую биографию, которая печаталась во многих авторитетных изданиях. В 1989 году Мол отыскал свою сестру Нину, а в 1991 году встретился с ней. Нина рассказала ему, что отец был арестован по возвращении в Нальчик после войны в 1945 году, подвергся репрессиям и умер в лагерной тюрьме; брат-художник Виктор арестован в 1946 году, вернулся домой после смерти Сталина в 1953 году и скончался в 1978 году; мать умерла на поселении в Иркутске, куда была сослана с дочерью — сестрой Леонида. Некоторые факты из истории своей настоящей жизни скульптор рассказал в интервью 1992 года режиссёру Элиз Сверхон для документального фильма «Лео Мол в свете и тени» (англ. Leo Mol In Light and Shadow; 1994).

### Карьера и творчество

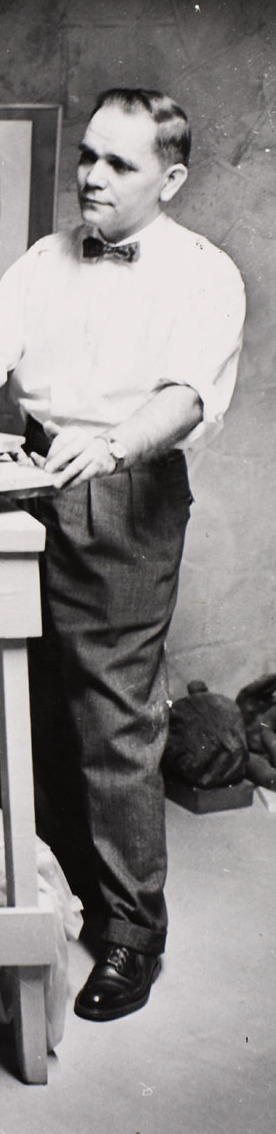
Лео Мол в своей мастерской в Виннипеге, 1950-е годы

Имея только 70 долларов в кармане и совершенно не зная английского языка, 33-летний Лео Мол, прогуливаясь по Мэйн-стрит в Виннипеге, наткнулся на магазин церковных товаров «Providence», в окнах которого стояли гипсовые фигурки религиозных деятелей. Войдя внутрь, Мол узнал, что владелец магазина — украинец, ищущий художника для выполнения церковных росписей в Римско-католической церкви святого Эдуарда-исповедника. Так Лео Мол начал свою карьеру в Канаде. В том же году он провёл свою первую выставку керамики в Виннипеге. В 1950 году Мол украсил Украинскую греко-католическую церковь Рождества Богородицы в Брандоне, а в 1951 году — Римско-католическую церковь святой Марии в Босежуре, параллельно найдя возможности развития творчества в жанре иконографии и оформлении церковного убранства. Являясь художником-керамистом и оформителем церквей, Лео Мол постепенно приобрел известность как опытный скульптор и мастер работы по цветному стеклу. В храмах по всему Виннипегу он создал более 80 композиций, включая витражи и мозаики, наиболее известными из которых являются изображение Тайной вечери в Вествортской объединённой церкви и 16 сцен из украинской истории в Кафедральном соборе святых Владимира и Ольги. Возобновив карьеру скульптора в Канаде, в 1952 году Мол создал первые три статуи — «Мадам X», «Негритянская девушка» и «Аллан Истмэн».
В 1954 году Лео Мол купил собственный дом в Виннипеге. Его жена стала учителем, и они поселились в Норвуд-Флэтс. Детей у супругов не было. Мол занялся собиранием книг, составил большую библиотеку и обладал энциклопедическими знаниями о великих художниках и их работах. В тот период исполнил надгробный памятник известному украинскому поэту, прозаику, драматургу Ивану Багряному, установленный на его могиле в Ульме (Германия). После 13 лет, проведённых Лео Молом в Канаде, в его карьере произошёл значительный прорыв — он выиграл международный конкурс на создание Мемориала Тараса Шевченко в Вашингтоне, округ Колумбия (США). Памятник был открыт в 1964 году, на церемонию собралось более 100 тысяч человек. Также Мол создал ещё несколько памятников Шевченко — в Виннипеге (Канада, 1961 год), Буэнос-Айресе (Аргентина, 1971 год), Прудентополисе (Бразилия, 1989 год), Ялте (Украина, 2007 год), Оттаве (Канада, 2011 год), Ивано-Франковске (Украина, 2011 год). Несмотря на это, на Украине скульптор Лео Мол практически не известен, хотя он внёс огромный вклад в популяризацию украинского искусства на международной арене

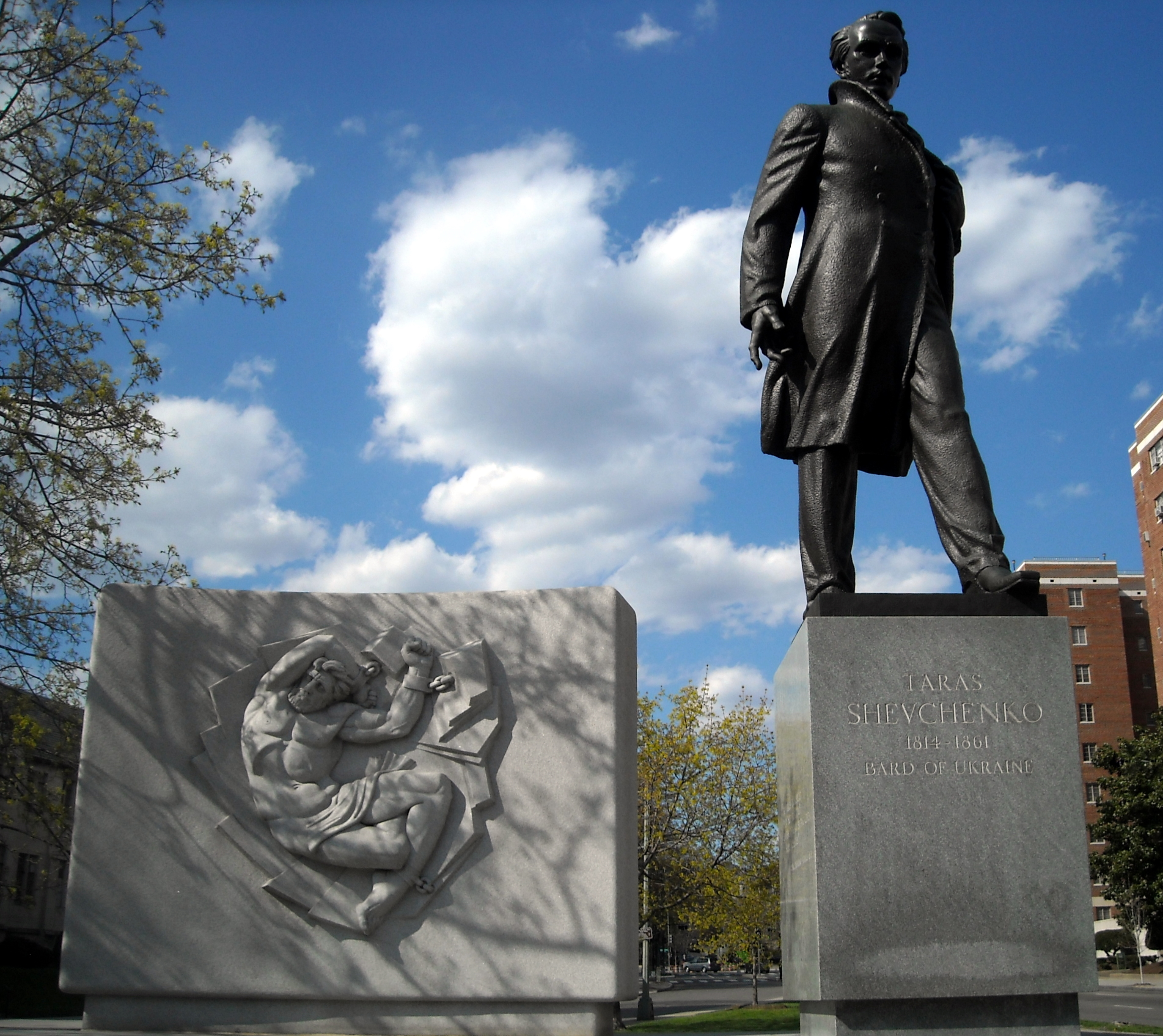
Вашингтон
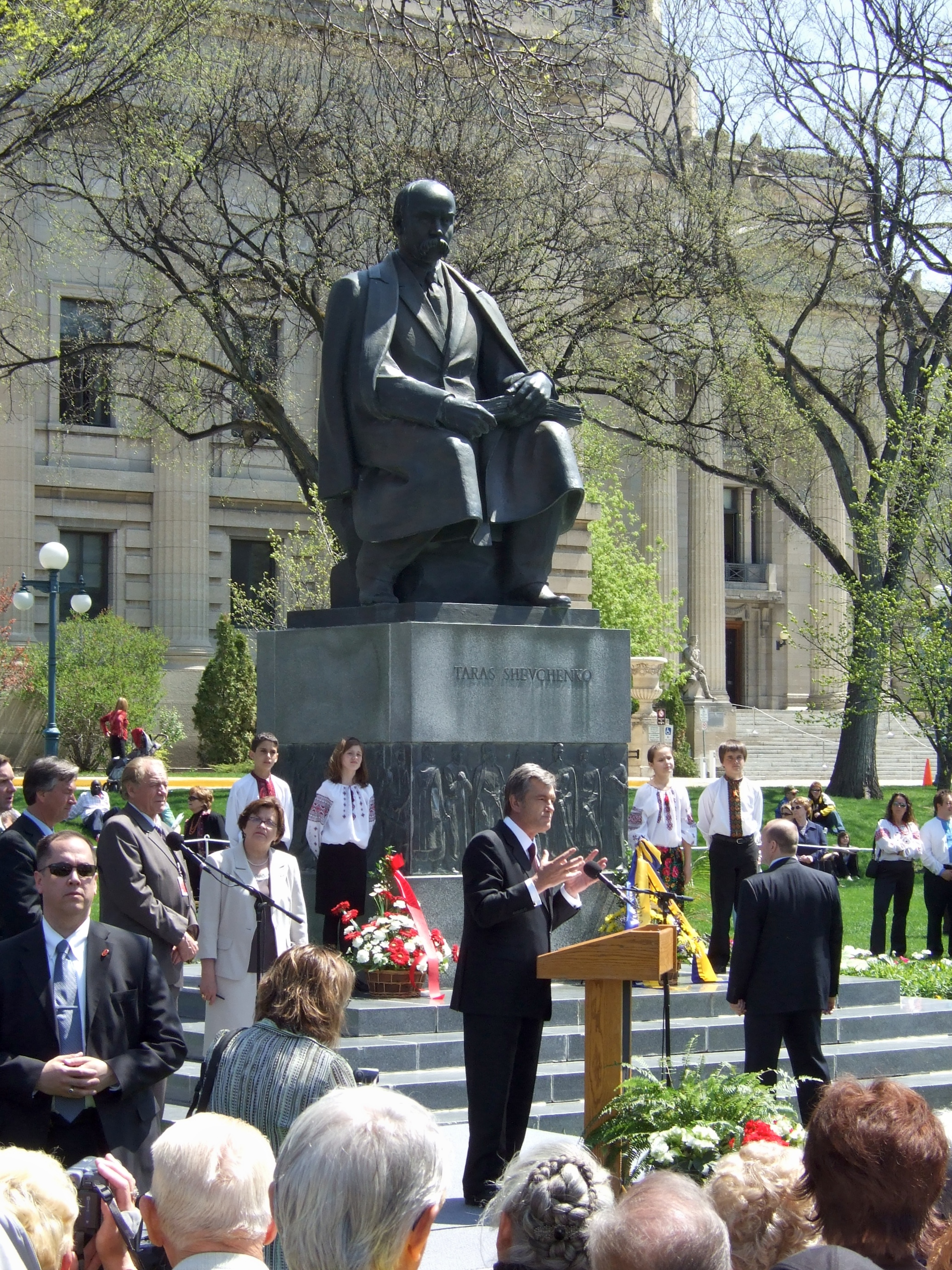
Виннипег
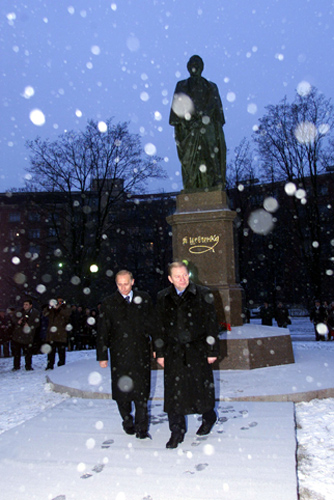
Санкт-Петербург

В Канаде полностью раскрылись талант и оригинальная творческая манера Лео Мола в станковой живописи и монументальной скульптуре, его художественный стиль — классицизм, иногда с незначительными признаками и элементами барокко. Лео Мол был известен скульптурами политических деятелей, танцоров, лыжников, аборигенов, изящными статуями женщин в жанре «ню», а также фигурными изображениями животных, в частности медведей. Для заработка Мол выполнял заказные портреты жителей Виннипега. Наряду с его скульптурными композициями на темы из украинской истории, религиозные образы и жизни дикой природы известны также поделки из камня и мрамора, пейзажи и витражи. Его портретная скульптура получила признание далеко за пределами Канады. Мол усовершенствовал многовековой способ «выплавляемого литья», когда восковая модель, заключённая в гипсовую форму, замещается расплавленной бронзой. Его методы работы были запечатлены канадско-украинским режиссёром Славко Новицким в документальном фильме «Бессмертный образ» (англ. Immortal Image; 1979). Мол был поклонником классической античной скульптуры, но считал, что обыкновенные люди предпочитают реализм. Он не идеализировал изображаемых людей и воплощал в своих работах характер человека, его силу и одновременно его слабость. Скульптор был очень скромным и проводил часы в обсуждении замысла с клиентами, финансовая сторона дела для него не была главной, он любил только свою работу.
Лео Мол являлся членом Королевской канадской академии художеств, членом Общества скульпторов Канады, а затем его вице-президентом, а также членом Общества художников Манитобы, и его президентом с 1957 по 1960 год, членом-корреспондентом Национального общества скульпторов (1994), почётным академиком Канадской академии портрета (2002). Также он был почётным доктором Виннипегского университета (1974), доктором юриспруденции Альбертского университета (1985) и Манитобского университета (1988). В 1990 году он был введён в Зал славы граждан Виннипега. В 2008 году стал лауреатом международной премии имени Владимира Винниченко совместно со Степаном и Людмилой Джус, Станиславом Лосицким и Александром Шугаем.
В 1990 году Лео Мол пожертвовал всю свою коллекцию из более чем 200 бронзовых скульптур, картин, керамических работ, городу Виннипегу, поставив условием дарения создание необходимых условий для её экспонирования. 18 июня 1992 года в Ассинибойн-парке в Виннипеге был открыт «Парк скульптур Лео Мола» (англ. Leo Mol Sculpture Garden). Благодаря частным пожертвованиям, сбором которых занимался филантроп Хартли Ричардсон, парк был закончен в 2003 году и расширен в два раза. На 1,2 гектарах площади единственного в Северной Америке парка, посвящённого одному художнику, среди деревьев, дорожек и прудов, находятся более 300 скульптур, а также крытая галерея и здание бывшей школы Бирдс-Хилл, в которой находилась студия Лео Мола.

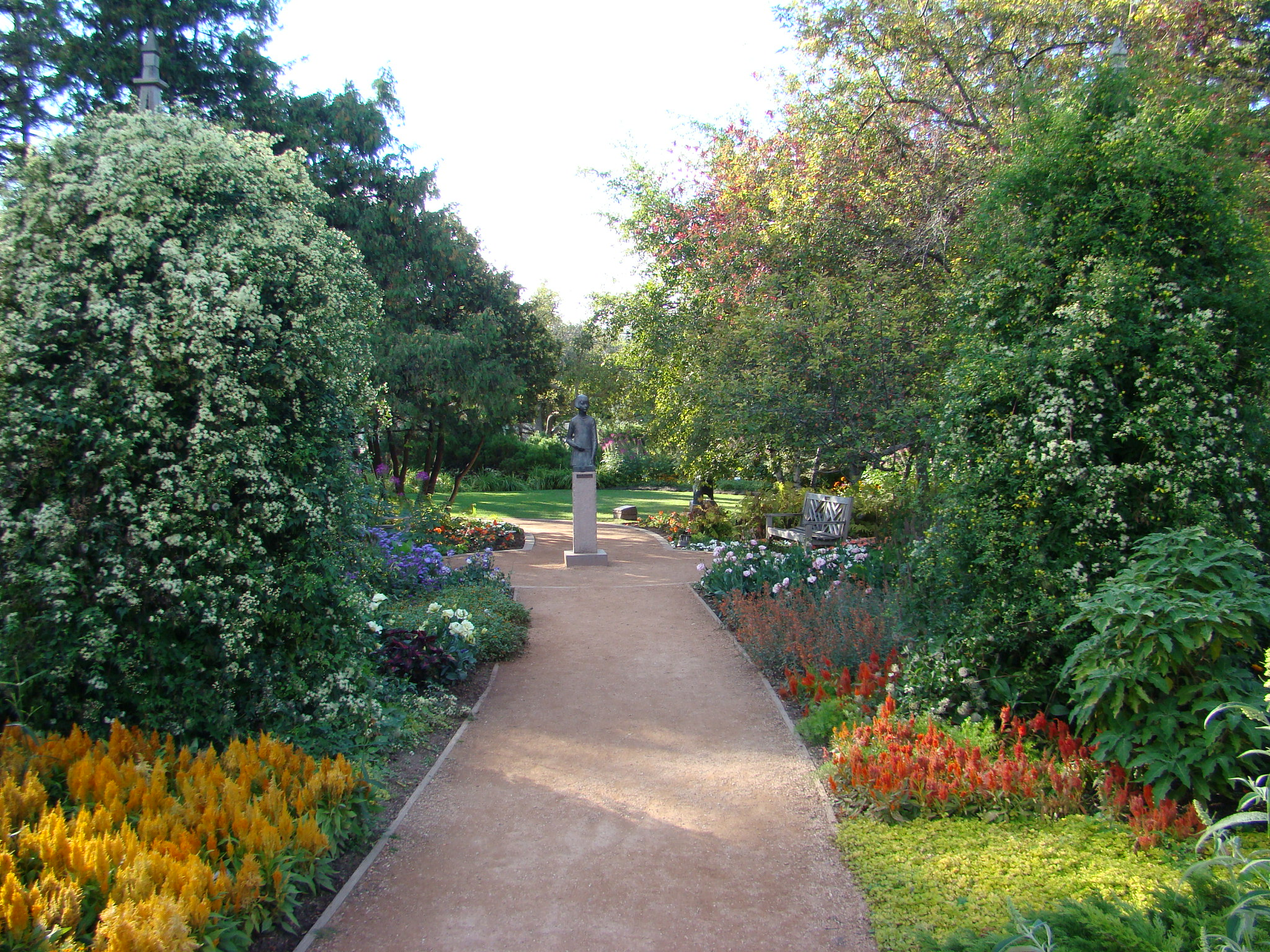
Парк скульптур Лео Мола
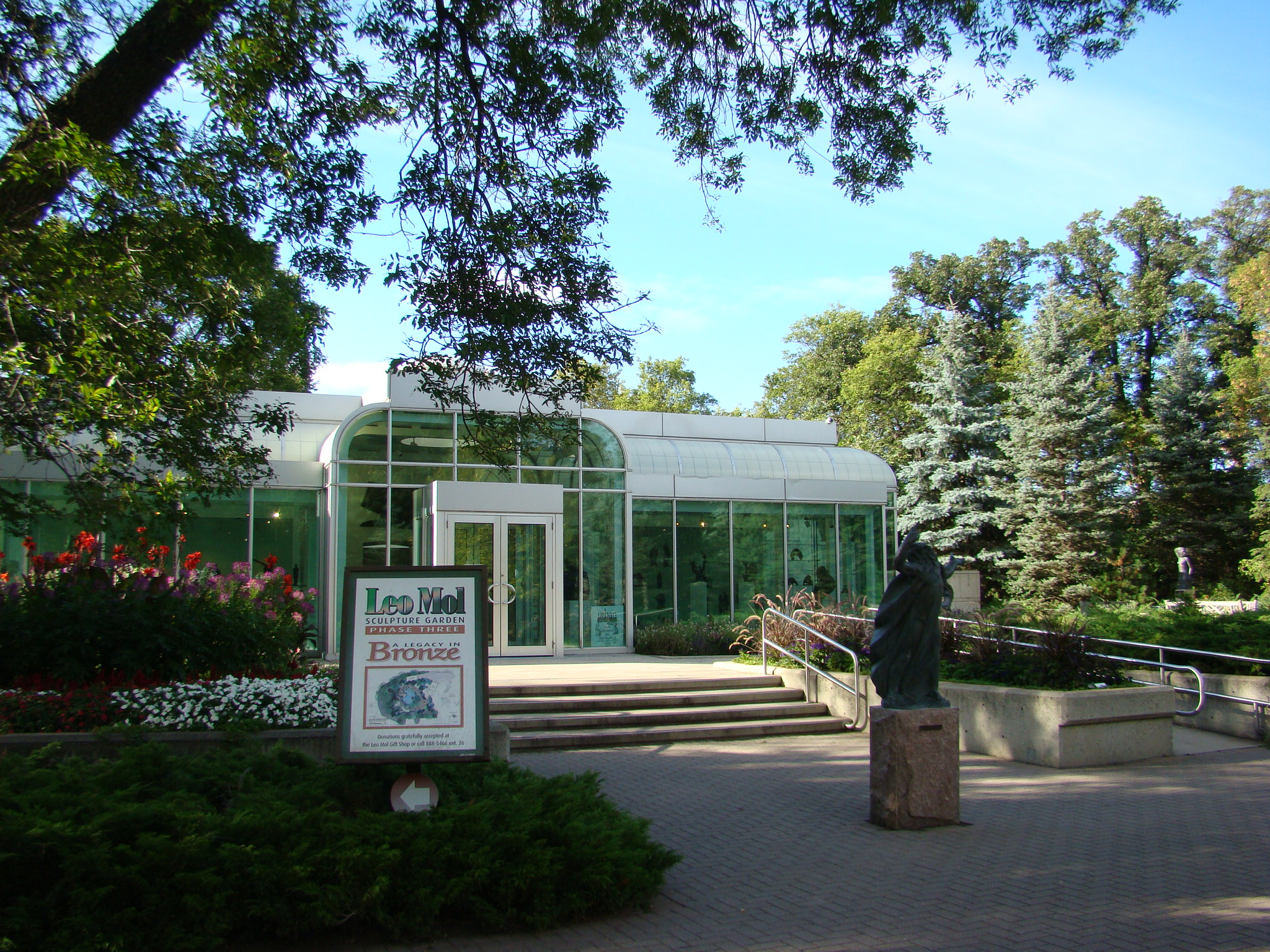
Крытая галерея
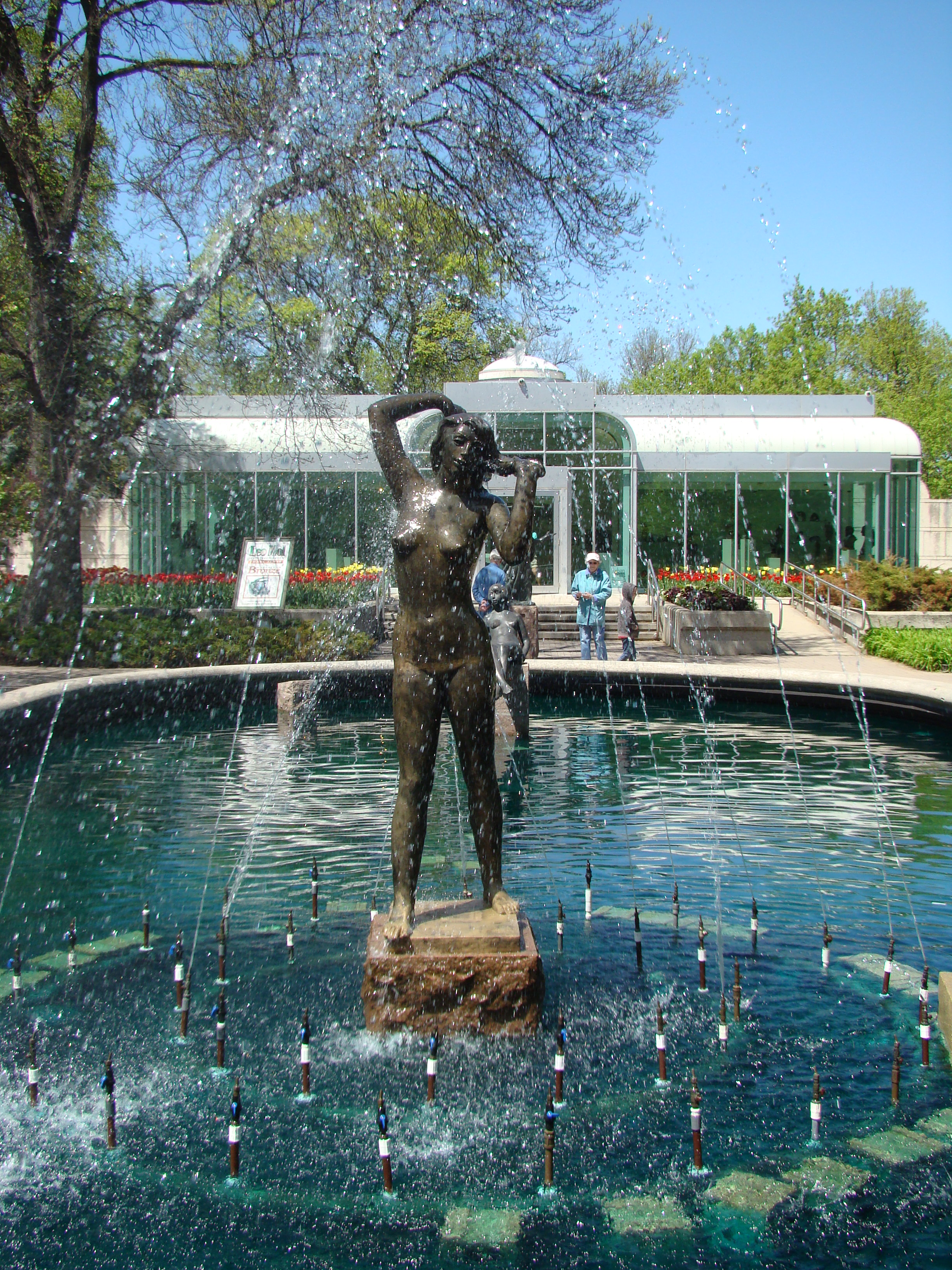
Скульптура женщины у фонтана

В 1991 году, впервые после 50 лет эмиграции, Лео Мол посетил Украину и с тех пор почти каждый год бывал на родине. В 1992 и 2007 годах, а также в период с 2008 по 2011 год, Лео Мол передал в дар Украине на постоянное хранение в Национальный музей Тараса Шевченко часть своего творческого наследия, в том числе проекты памятников и эскизы витражей, рисунки и репродукции живописных работ, а также скульптурные модели памятника в Вашингтоне. Авторская бронзовая копия вашингтонской статуи Шевченко стоит при входе в музей и встречает многочисленных посетителей. В 1993 году Лео Мол приехал в Санкт-Петербург, где посетил свою родную академию, встретился с Кербелем и Аникушиным. Тогда же он обратился к мэру Санкт-Петербурга Анатолию Собчаку с предложением установить в городе статую Шевченко, которая была открыта в 2000 году на площади имени поэта президентами Украины и России Леонидом Кучмой и Владимиром Путиным. В 2002 году изображение монументальной бронзовой скульптуры «Лесорубы» (1990), повторяющей одноимённую скульптуру 1978 года и находящейся в Ассинибойн-парке, было размещено на почтовой марке Канады из скульптурной серии номиналом 48 центов. В 2005 году на Стене столетия на Каменноостровском проспекте в Санкт-Петербурге был открыт барельеф Даниила Хармса работы Лео Мола.

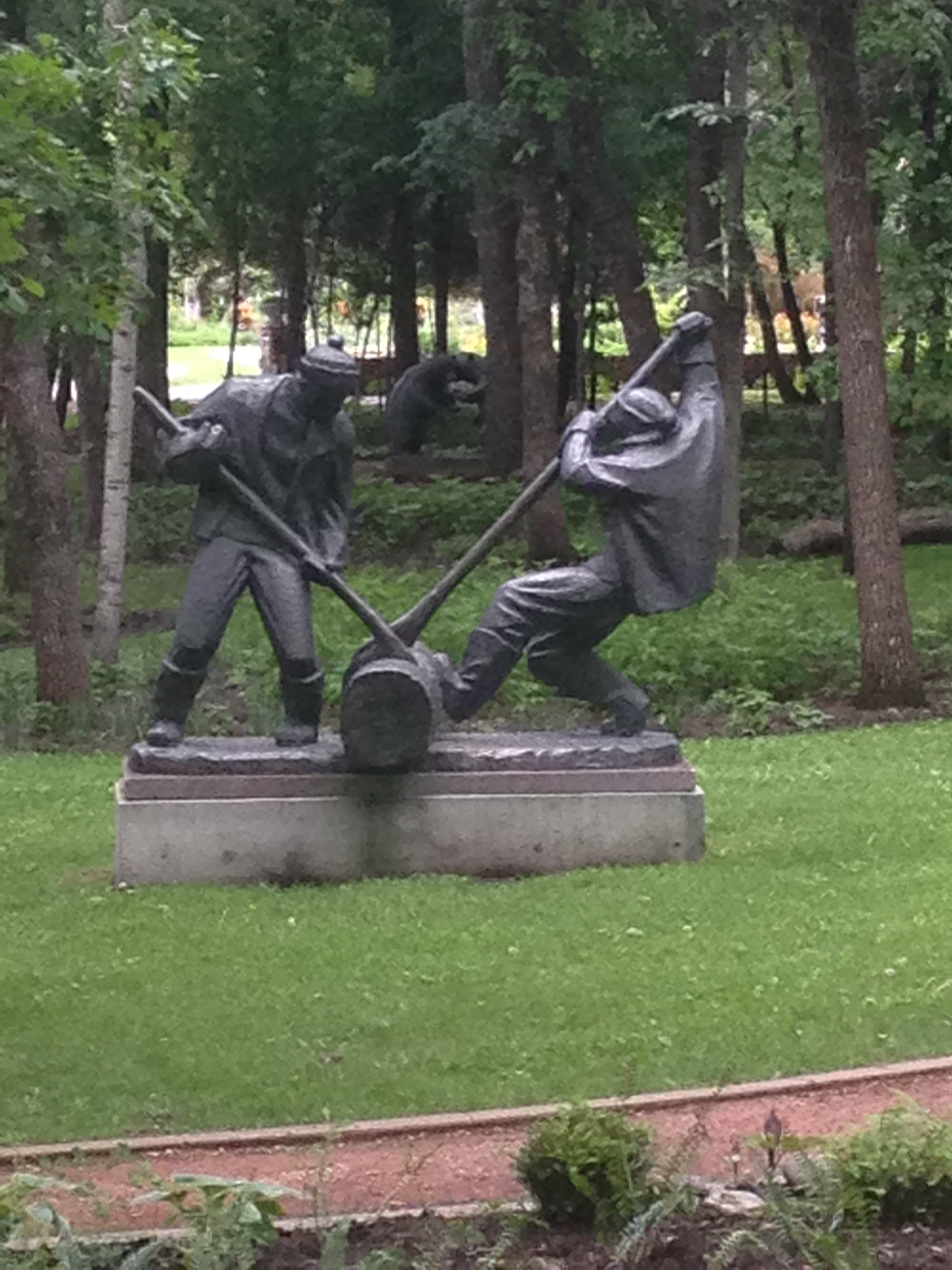
«Лесорубы», Парк скульптур Лео Мола
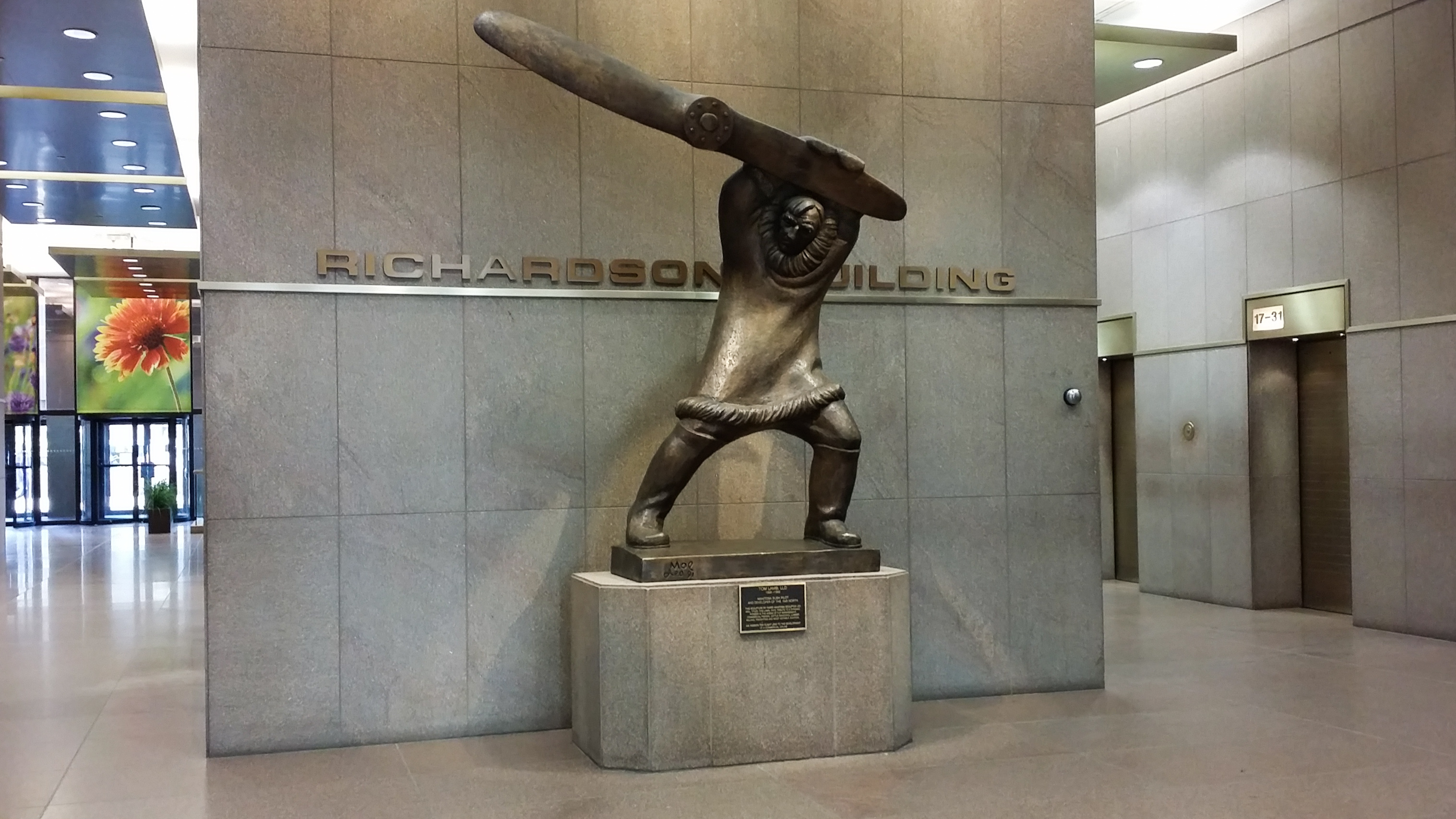
Статуя авиатора в фойе Ричардсон-билдинг
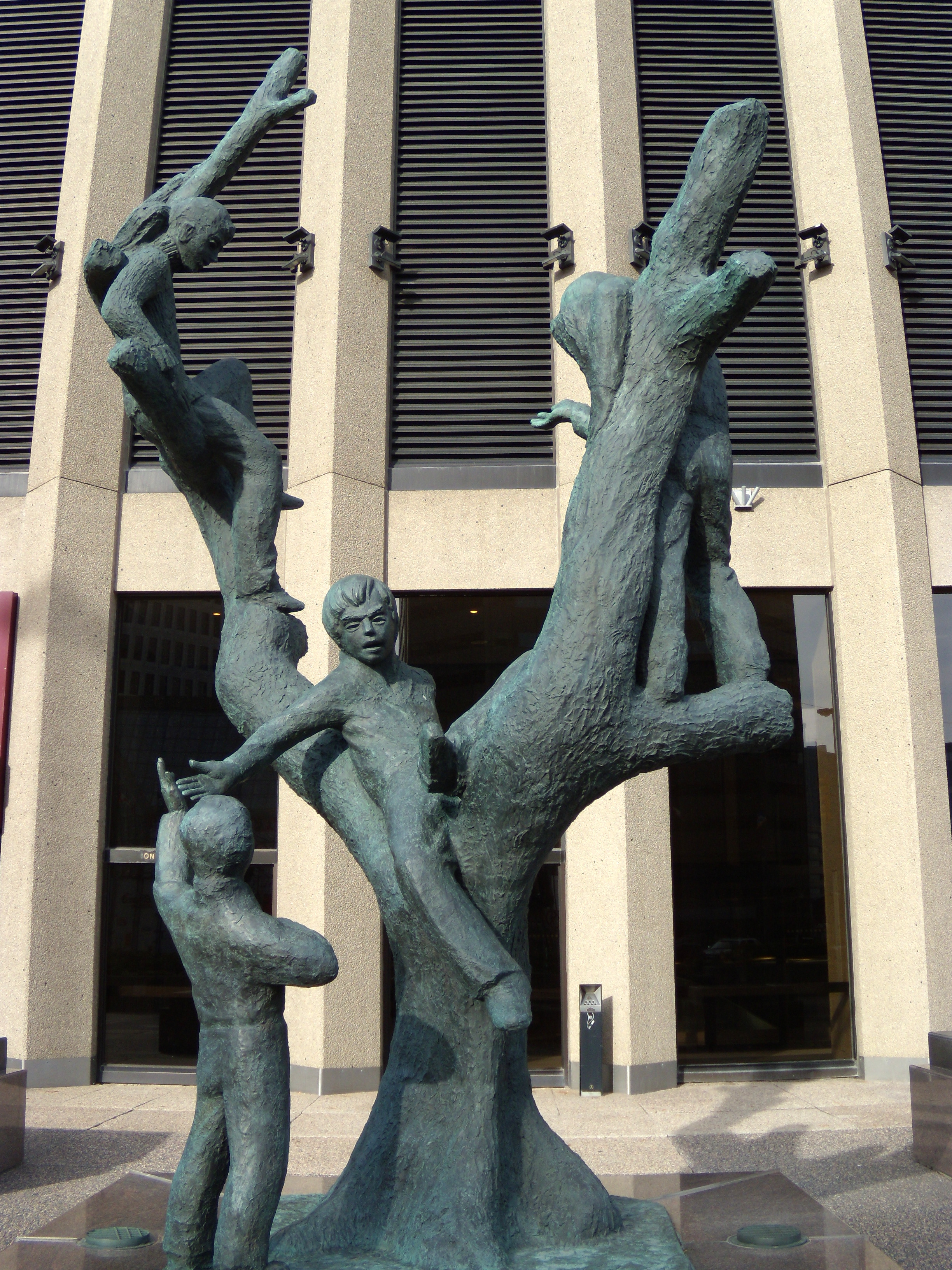
«Дерево детей» у входа в здание

Работы Лео Мола находятся в собраниях Национальной портретной галереи в Вашингтоне, Художественной галереи Онтарио, Галереи канадского искусства МакМайкла и Художественной галереи Виннипега, а также в частных коллекциях Канады, США, Великобритании и Европы. Мол создал скульптурные портреты членов «группы семи» — Альфреда Кассона, Александера Джексона и Фредерика Варли, также статуи Уинстона Черчилля (1966), Дуайта Эйзенхауэра (1965), Джона Кеннеди (1969), Элизабет Холбрук (1970), Терри Фокса (1982). На Парламентском холме в Оттаве находится скульптура премьер-министра Канады Джона Дифенбейкера, а на площади между Центром столетия и Музеем Манитобы — статуя Королевы Великобритании Елизаветы II. У Ричардсон-билдинг в Виннипеге стоит скульптура «Дерево детей», а в фойе — статуя авиатора Тома Ламба, раскручивающего пропеллер, ставшая символом упорства и духа жителей Манитобы, а сам Лео Мол называл её своим шедевром. Также он создал статуи почитаемых на Украине римских пап: Иоанна XXIII (1958), Павла VI (1967) и Иоанна Павла II (1979, 1982, 1983), находящиеся в музеях Ватикана. В 1988 году, к тысячелетию крещения Руси-Украины, памятник Владимиру Великому был открыт в Лондоне (Великобритания). В 2002 году памятник Иоанну Павлу II был открыт во Львове. В 2015 году памятник Владимиру Великому был открыт на территории собора Святой Софии в Риме (Италия).

### Последние годы
Долгое время Мол страдал от болезни Альцгеймера, и в последние годы его состояние ухудшилось до такой степени, что он не узнавал членов семьи или свои работы.
Лео Мол скончался 4 июля 2009 года в медицинском центре Таше в Виннипеге в возрасте 94 лет в окружении семьи и друзей. После него осталась жена Маргарет. Министр культуры, наследия, туризма и спорта Манитобы Эрик Робинсон отметил, что «Лео Мол был одним из самых ярких звезд Манитобы. Благодаря своей работе, он сделал подарок миру искусства Манитобы, который будет обогащать нашу провинцию в течение нескольких поколений». Соболезнования были также выражены руководством Конгресса украинцев Канады и Украинского конгрессового комитета Америки, в заявлении которых было сказано, что «талантливый художник со скромным началом, Лео Мол был очень горд своим украинским наследием. Являясь послом Украины для мирового сообщества, он останется в памяти, как опытный художник, чье творчество будет вдохновлять будущие поколения».
Общественная панихида прошла 13 июля в Парке скульптур Лео Мола в Ассинибойн-парке в присутствии премьера Манитобы Гари Доэра. Похороны состоялись позднее в частном порядке.

## Награды
В 1967 году Лео Мол был награждён медалью Столетия Канады. 20 апреля 1989 года возведён в звание Офицера Ордена Канады. В 1992 году Мол награждён медалью 125-летия Конфедерации Канады. 11 апреля 1997 года стал членом ордена Охотника Буйвола, высшей награды провинции Манитоба. 13 июля 2000 года Мол возведён в звание Кавалера Ордена Манитобы. В 2002 году награждён медалью Золотого юбилея королевы Елизаветы II.
21 августа 1992 года президент Украины Леонид Кравчук подписал указ о награждении Лео Мола Почётным знаком отличия президента Украины, первой наградой независимой Украины. Знак за номером 10-м был вручён лично Кравчуком 22 августа в администрации президента в Киеве. 15 августа 2001 года президент Украины Леонид Кучма подписал указ о награждении Лео Мола Орденом «За заслуги» II степени. Награда была вручена 28 мая 2002 года в Оттаве послом Украины в Канаде Юрием Щербаком.
В 2003 году Мол был награждён медалью «В память 300-летия Санкт-Петербурга» от правительства России.

## Память
Архив Лео Мола хранится в Манитобском университете.
17 сентября 2014 года президент Украины Пётр Порошенко на объединённом заседании Парламента Канады отметил, что «мы высоко ценим великого украинско-канадского скульптора Лео Мола, создавшего один из лучших памятников Тарасу Шевченко в мире, в Вашингтоне, округ Колумбия». Постановлением Верховной рады Украины от 11 февраля 2015 года, 100-летний юбилей со дня рождения Лео Мола был отмечен на государственном уровне. Предпринят ряд мер к увековечению его памяти, включающий в себя установку памятника на родине Лео Мола — в городе Полонное.